# Werner Gehring
Werner Gehring (* 26. Januar 1935 in Gütersloh; † 6. Dezember 2020 ebenda) war ein deutscher Unternehmer und Ehrenbürger von Gütersloh.

## Beruflicher Werdegang
Gehring besuchte die Realschule und die höhere Handelsschule. Er studierte an der Technischen Universität München und schloss als Diplom-Braumeister ab. Außerdem studierte er Wirtschaftsingenieurwesen.
1955 trat Gehring zusammen mit seinem älteren Bruder Paul Gehring in die Geschäftsführung des Getränke-Unternehmens Gehring-Bunte ein. 1966 gründete das Brüderpaar in Bielefeld die Firma Christinen Brunnen.
Werner Gehring war Inhaber der Brennerei Boente in Recklinghausen, Mehrheitsgesellschafter bei RT Lasertechnik in Rheda-Wiedenbrück, Gesellschafter bei Wihag Fahrzeugbausysteme in Bielefeld (bis 2015), Rapid Leichtbau in Ilsenburg (Harz), Tubus Waben in Königsee (Thüringen) sowie der MonoPan Composites GmbH & Co.KG in Königsee (Thüringen).

## Privates
Gehring war in erster Ehe mit Renate Gehring, in zweiter Ehe mit Margot Gehring verheiratet, die beide vor ihm verstarben. In dritter Ehe war er mit Rechtsanwältin Martina Schwartz-Gehring verheiratet.
Gehring machte sich auch als Pferdezüchter einen Namen. Ihm gehörte das Gestüt Westfalenhof in Steinhagen.

## Soziales Engagement
Zu seinem 60. Geburtstag 1995 gründete Gehring die Renate-Gehring-Stiftung, die er mit einer Million Mark ausstattete. Zu seinem 65. Geburtstag im Jahr 2000 verdoppelte er das Stiftungskapital. Die Renate-Gehring-Stiftung unterstützt in Gütersloh Alleinerziehende, Kinder und Senioren, die in Not geraten sind.
In der von seiner zweiten Ehefrau Margot Gehring, geb. Osthushenrich, kurz vor ihrem Tode in 2006 errichteten Familie-Osthushenrich-Stiftung war Werner Gehring seit 2007 bis zu seinem Tode Vorstands-Vorsitzender. Die Stiftung fördert Bildungs- und Erziehungsprojekte von Kindern und Jugendlichen in Ostwestfalen-Lippe. 2018 rief die Stiftung in der Universität Bielefeld das Projekt „Osthushenrich-Zentrum für Hochbegabtenforschung an der Fakultät für Biologie“ (OZHB) ins Leben.
Die Bürgerstiftung Gütersloh entwickelte er als Kuratoriumsvorsitzender mit. Gehring setzte sich zudem für die Kultur- und Sportförderung ein. In den 1970er-Jahren war er Präsident des Tennis-Turnier-Clubs Gütersloh.
Zu seinem 80. Geburtstag 2015 schenkte Gehring der Stadt Gütersloh eine Million Euro. Ein Drittel davon floss in den Umbau des Rathausvorplatzes, ein Drittel in den Umbau des Platzes vor dem Theater Gütersloh, ein Drittel in den Bau einer Parcours-Anlage.

## Ehrungen
2019 überreichte NRW-Ministerpräsident Armin Laschet Gehring den Bundesverdienstorden erster Klasse. 2020 wurde Gehring 85-jährig mit Verweis auf sein umfangreiches Engagement für die Stadt Gütersloh, für seine Stiftungen und Spenden und für seine „großen Verdienste um das Ansehen der Stadt und das Wohl der Bürger“ zum Ehrenbürger der Stadt ernannt.